# Законная военная цель
Зако́нная вое́нная цель — объект, сооружение, физическое или юридическое лицо, которое считается допустимой целью для нападения воюющих сторон в соответствии с законами войны во время вооруженного конфликта.

## Обзор
Протокол I к Женевским конвенциям, статья 52, предусматривает общую защиту гражданских объектов, препятствуя нападениям на военные объекты в войне между двумя или более воюющими сторонами. Статья 52 гласит: «Что касается объектов, то военные объекты ограничиваются теми объектами, которые по своему характеру, расположению, назначению или использованию вносят эффективный вклад в военные действия и полное или частичное уничтожение, захват или обезвреживание которых в обстоятельствах того времени дают определённое военное преимущество».
Любое нападение должно быть оправдано военной необходимостью: нападение или действие должно быть направлено на то, чтобы помочь в военном разгроме противника, оно должно быть нападением на военный объект, а ущерб, причинённый гражданскому населению или гражданскому имуществу, должен быть пропорционален, но не «чрезмерен по отношению к ожидаемому конкретному и прямому военному преимуществу».
Некоторые цели являются явно законными, включая всех военнослужащих, непосредственно участвующих в боевых действиях от имени воюющей стороны, которые не находятся в состоянии вне боя или не являются представителями нейтральной страны. Некоторая гражданская инфраструктура, такая как железнодорожные пути, дороги, порты, аэропорты и телекоммуникации, используемые военными для связи или транспортировки имущества, считаются законными военными целями.
Правовая ситуация становится более тонкой и двусмысленной, если ущерб гражданским лицам или гражданскому имуществу является «чрезмерным по сравнению с ожидаемым конкретным и прямым военным преимуществом». Во время Второй мировой войны появилась песня The Thing-Ummy Bob со словами: «А это девушка, которая делает штучку, в которой держат масло, которым смазывают кольцо, которое приводит в действие бомбу, которой собираются выиграть войну». Вопрос о том, является ли такая девушка законной мишенью, вероятно, должен решаться в каждом конкретном случае. Однако Протокол I предполагает, что, если это неясно, то стороны в конфликте должны быть осторожны, поскольку в статье 52 говорится: «В случае сомнения в том, что объект, обычно предназначенный для отправления культа, дом или другое жилище, или школа используются для эффективного участия в военных действиях, предполагается, что они не используются таким образом».